# Araneus nigroquadratus
Araneus nigroquadratus là một loài nhện trong họ Araneidae.
Loài này thuộc chi Araneus. Araneus nigroquadratus được George Newbold Lawrence miêu tả năm 1937.